# Mount Russell
Mount Russell – wybitny szczyt w USA, w środkowej części stanu Kalifornia, położony około 20 km na zachód od miasta Lone Pine, na granicy hrabstw Inyo i Tulare w Sequoia National Park. Mount Russell jest piątym pod względem wysokości szczytem w najwyższych górach Kalifornii – górach Sierra Nevada i leży w odległości około 1 km na północ od najwyższego Mount Whitney. Obecna nazwa szczytowi została nadana na cześć Israela Russella, amerykańskiego geologa, badacza Alaski.